# Lino Facioli
Lino Schmidek Machado Facioli (Ribeirão Preto, 29 luglio 2000) è un attore brasiliano naturalizzato britannico.

## Biografia
Ha esordito a dieci anni nel film statunitense In viaggio con una rock star (2010). Dal 2011 al 2019 ha sostenuto il ruolo di Robin Arryn in cinque stagioni non consecutive della serie televisiva HBO Il Trono di Spade (Game of Thrones).
Nel 2014 ha interpretato il suo primo ruolo da protagonista, nel film brasiliano O Menino no Espelho.
È stato nel cast della seconda stagione di Sex Education (2020).

## Filmografia

### Cinema
- In viaggio con una rock star (Get Him to the Greek), regia di Nicholas Stoller (2010)
- Broken, regia di Rufus Norris (2012)
- O Menino no Espelho, regia di Guilherme Fiúza Zenha (2014)

### Televisione
- The Armstrong and Miller Show – serie TV, 1 episodio (2010)
- Il Trono di Spade (Game of Thrones) – serie TV, 9 episodi (2011, 2014-2016, 2019)
- Sex Education – serie TV, 6 episodi (2020-2021)

### Cortometraggi
- Awfully Deep (2010)
- The Last Ten (2011)
- The Boy with Chocolate Fingers (2011)

## Doppiatori italiani
Nelle versioni in italiano delle opere in cui ha recitato, Lino Facioli è stato doppiato da:
- Francesco Ferri ne Il Trono di Spade
- Alessio Celsa in Sex Education